# Хучель
Хуче́ль (чув. Хучел) — деревня в Канашском районе Чувашской Республики. Административный центр Хучельского сельского поселения.

## География
Находится в центральной части Чувашии, на расстоянии приблизительно 5 км на восток по прямой от районного центра города Канаш на правом берегу реки Турмышка, у республиканской автодороги.

## История
Известна с 1935 года как выселок. В 1939 году было учтено 208 жителей, в 1979 году — 207. В 2002 году было 82 двора, в 2010 — 82 домохозяйства. В 1929 году образован колхоз «Хучель», в 2010 действовало ООО «Хучель».

## Население
Постоянное население составляло 239 человек (чуваши 95 %) в 2002 году, 260 в 2010.